# Казан (центр семьи)
Центр семьи «Казан» (в разговорной речи просто «Чаша») — главный дворец бракосочетаний (ЗАГС) в городе Казани и Республике Татарстан. Одна из главных современных достопримечательностей города, обыгрывающих его название ввиду того, что построен в виде огромного котла-казана. На крыше расположена смотровая площадка с видом на Казанский кремль, Кремлёвскую набережную и округу. Открыт 5 июля 2013 года.

## Расположение
Расположен на насыпном почти круглом полуострове на правом берегу реки Казанки, у северного окончания Кремлёвской дамбы, в середине и Ново-Савиновском районе города.

## Архитектура
Здание имеет очень оригинальную архитектуру и напоминает казан, традиционный азиатский литой котёл над пылающим огнём. Внутри него имеется три лифта, ведущих на смотровую площадку, которая находится на высоте 32 м над уровнем реки. Здание имеет богатую вечернюю подсветку, которая в том числе обыгрывает огонь под котлом.
Торжественные залы имеют индивидуальные интерьеры с оригинальным орнаментом и цветовым решением. На нижнем этаже находится холл, выполненный в стилистике Волжской Булгарии; при этом третий этаж символизирует период Казанского ханства.
Автор здания — бурятский скульптор и архитектор Даши Намдаков.

## Окружение
В 2016 году около центра семьи была установлена скульптурная композиция также от Даши Намдакова «Он и Она» в виде пар зилантов (символов города) и барсов (символов республики) с детёнышами, которые символизируют собою верность, крепость брачных уз и стоят на страже семейных ценностей.
Также вокруг центра семьи устроены газоны, дорожки и ограждённая набережная, которые являются популярным местом отдыха горожан и посещений туристов, а также одним из мест проведения Дня республики и города, культурных, спортивных и других массовых мероприятий.

## Галерея

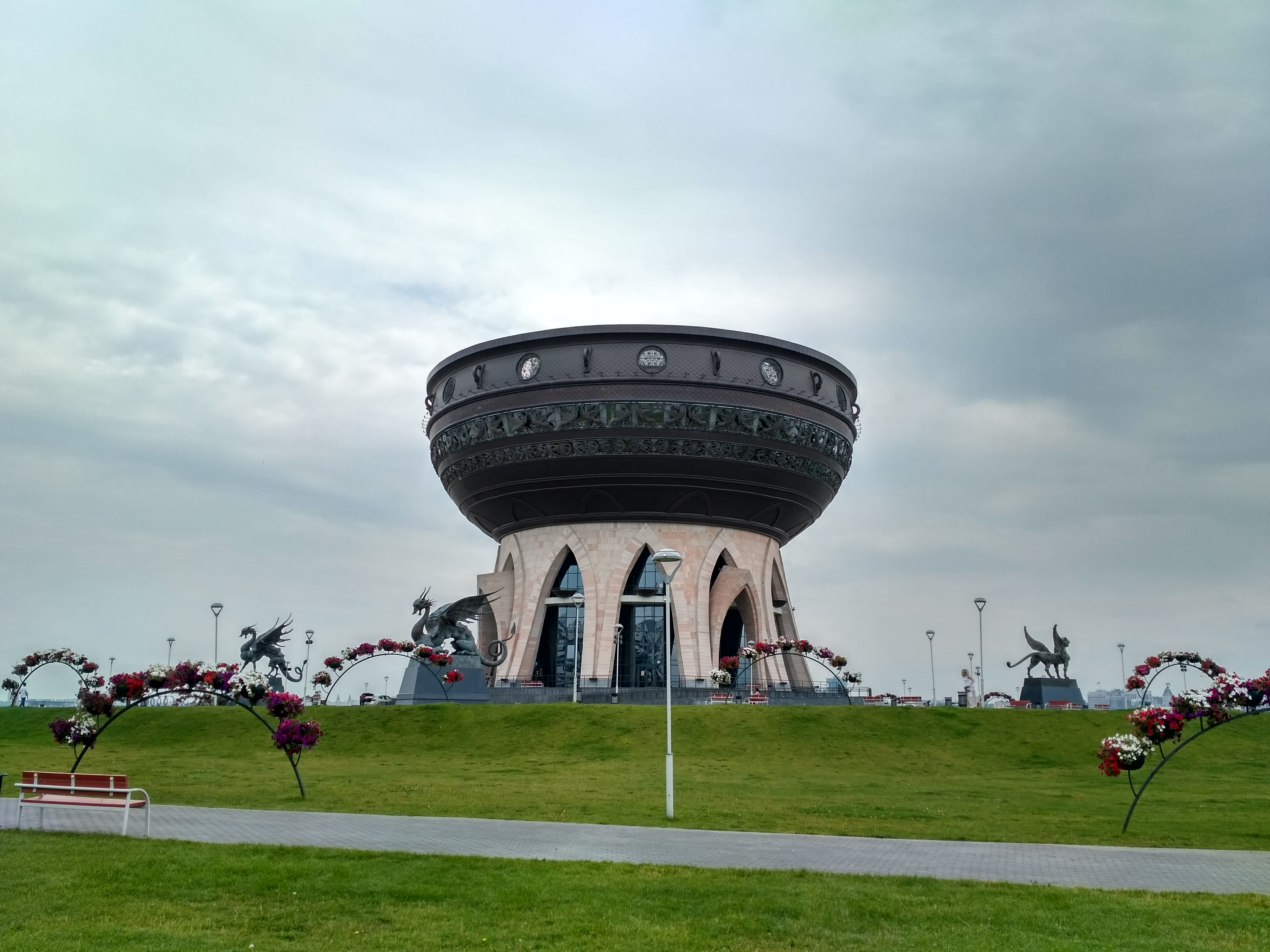
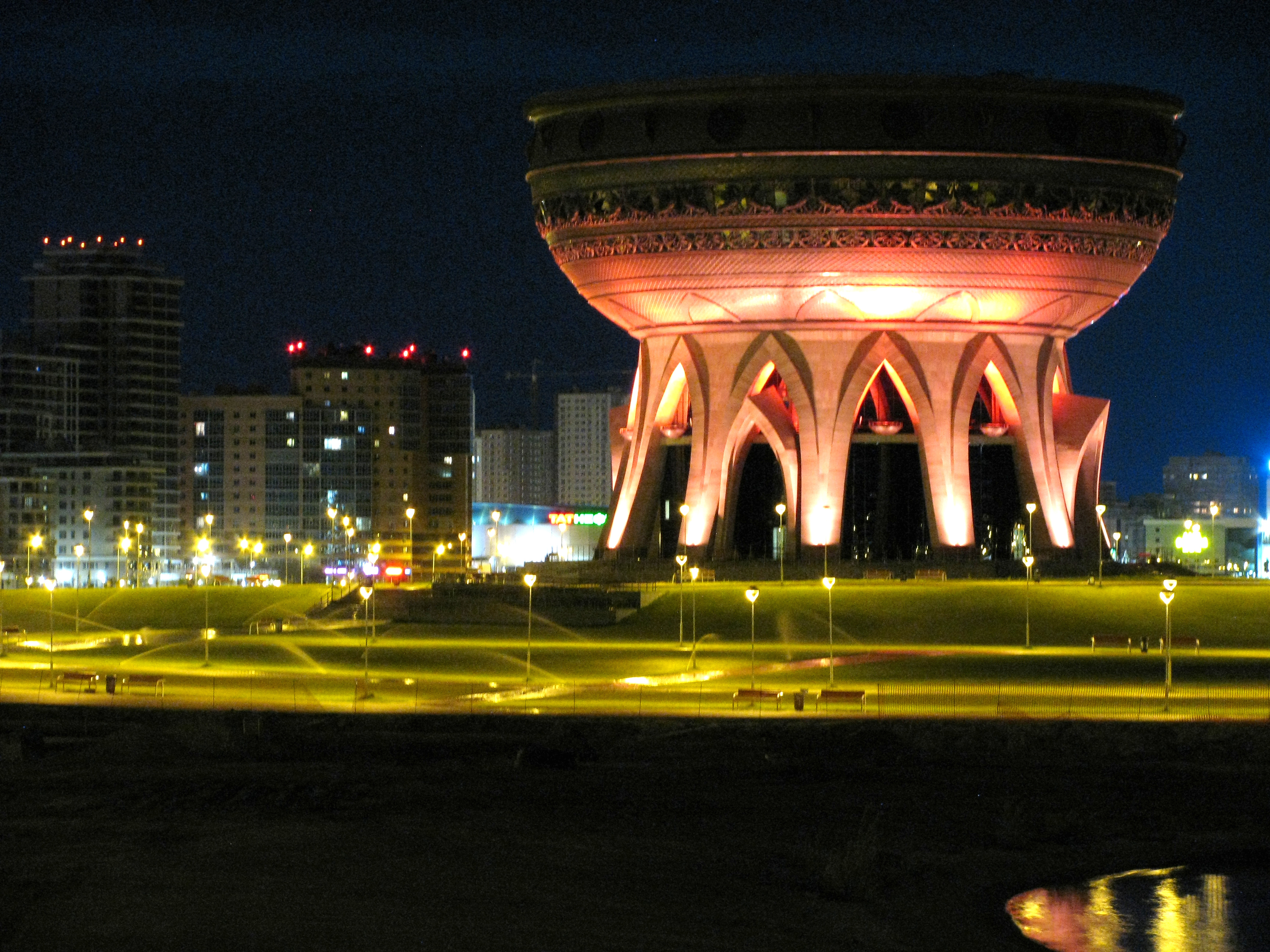